# Johann Martin Miller
Johann Martin Miller (Jungingen, 3 dicembre 1750 – Ulma, 21 giugno 1814) è stato uno scrittore tedesco.

## Biografia
Miller fu autore di romanzi epistolari e sentimentali, nei quali un amore infelice vede opporsi ai giovani amanti gli arroganti genitori.

## Opere
- Beytrag zur Geschichte der Zärtlichkeit. Aus den Briefen zweier Liebenden (1776)
- Siegwart. Eine Klostergeschichte (1776)
- Briefwechsel dreyer akademischer Freunde (1776)
- Geschichte Karls von Burgheim und Emiliens von Rosenau (1778)
- Johann Martin Millers Gedichte (1783)
- Briefwechsel zwischen einem Vater und seinem Sohn auf der Akademie (1785)
- Die Geschichte Gottfried Walthers, eines Tischlers, und des Städtleins Erlenburg (1786)